# Шайхов, Ходжиакбар Исламович
Ходжиакба́р Исла́мович Шайхов (узб. Ҳожиакбар Шайхов; 1945—2002) — узбекский писатель-фантаст.

## Биография
Родился в 1945 году в городе Ташкент. В 1963 году в Ташкенте окончил среднюю школу, а затем энергетический факультет Ташкентского политехнического института им. А. Беруни. Работал ведущим инженером в НИИ АН УзССР, заведующим редакцией фантастики, приключений и детективной литературы «Подросток» издательства «Ёш гвардия». Издавал журнал «Сирли одам» и газету «Калб кузи».
Участник VII Всесоюзного совещания молодых писателей (1979). Был членом Союза писателей СССР, первым заместителем председателя Союза писателей Узбекистана. Лауреат почётного звания «Заслуженный работник культуры Республики Узбекистан».
Умер в Ташкенте в мае 2002 года.

## Творчество
Писал на узбекском языке. Первая научно-фантастическая публикация — рассказ «Седьмой СЭР» (1965).
Фантастические рассказы и повести Шайхова составили сборники «Седьмой СЭР» (1972), «Таинственные звезды» (1976), «Загадка Рене» (1977; рус. 1988 — другой состав); переводы на русский язык представлены в сборнике — «В тот необычный день» (1985), «Блеск алмаза» (1988), «Демонстрация на орбите» (1988). В цикле «Блеск алмаза» описываются похождения ученого-исследователя Олмоса Азизова в глубинах космоса, встреча с инопланетным разумом, проблемы контакта с ними.

## Список произведений
1. «Седьмой СЭР» (1972)
2. «Таинственные звезды» (1976)
3. «Загадка Рене» (1977; рус. 1988 — др. состав)
4. «В тот необычный день» (1985)
5. «Блеск алмаза» (1988)
6. «Демонстрация на орбите» (1988)
7. «Век великой смерти» (1988)